# Voiceful
Voiceful è una serie manga di Nawoko di genere yuri. Pubblicata inizialmente sulla rivista Comic Yuri Hime della casa Ichijinsha, è stata poi raccolta e stampata in un unico volume tankōbon assieme ai capitoli one-shot Uta no tsubasa ni (歌の翼に? trad. "Sulle ali della canzone"), estensione e prequel alla trama principale, e i due autonomi Tokubetsu na Hito (とくべつなひと? trad. "Una persona speciale") e Tobira (とびら? trad. "La porta"). Fuori dal Giappone il manga è stato pubblicato dall'americana Seven Seasnel 2007 .

## Trama
Kanae è una hikikomori; il suo idolo è Hina, una cantante famosa soprattutto nel web. Un giorno le due si incontrano fortuitamente e Kanae approfitta dell'occasione per offrire alla diva un dolce, un daifuku, dichiararle la propria ammirazione e il suo amore per lei e, colta dall'imbarazzo, fuggire goffamente senza dare spazio a spiegazioni.
Colpita dall'ammiratrice, Hina decide di permetterle di contattarla e rende pubblico sul suo sito il suo indirizzo mail per le lettere virtuali dei fan; Kanae è la prima a scriverle e, svelata la sua identità, le due decidono di vedersi.
Dopo il primo appuntamento seguitano a vedersi, mosse da un sentimento di reciproca attrazione ed affetto; nell'avvicinarsi l'una all'altra Kanae combatte con la sua tendenza all'isolamento e la paura degli altri, mentre Hina viene via via spronata a dare sempre il meglio di sé nell'attività canora.
Notando tuttavia che le uscite delle due amiche sottraggono tempo prezioso alla cantante in erba, Hiru, manager di Hina, le suggerisce con fermezza di evitare di vedere Kanae troppo assiduamente e la informa che è infatti stata chiamata come ospite ad un programma radiofonico.
Il tempo passa in solitudine per entrambe e quando viene il gran giorno, Hina crede di non riuscire più a cantare, messa in difficoltà dalla presenza dei suoi fan alla stazione radiofonica. Abituata all'anonimato e alla distanza permessi dalla rete, Hina riesce a tornare in sé solo quando tra la folla scorge Kanae.

### Uta no tsubasa ni
La giovane Hina, ancora bambina, vive in una famiglia vicina al divorzio: furiose liti domestiche ed un padre alcolista hanno fatto in modo che le due figlie della coppia crescessero contando solo sulle proprie forze. A proteggere la più piccola, Hina, c'è sua sorella, sempre pronta a tenerla lontana da casa e dai genitori durante i loro tristi spettacoli quotidiani. Un giorno la loro madre fugge di casa e poco dopo la figlia maggiore muore in un incidente, lasciando come unica via ad Hina quella di iniziare a vivere per conto proprio , anche se da senzatetto.
Un giorno, addormentata su una panchina, viene avvicinata da Hiru che, scoperta la sua voce eccezionale, decide di accoglierla a casa sua.